# ماسارو كاتو
ماسارو كاتو (باليابانية: 加藤 大) (7 مايو 1991 في فوكوكا في اليابان – )؛ هو لاعب كرة قدم ياباني سابق كان يلعب كلاعب وسط.

## وصلات خارجية
- ماسارو كاتو على موقع رابطة كرة القدم اليابانية للمحترفين (اليابانية)
- ماسارو كاتو على موقع قاعدة بيانات كرة القدم.إي يو (الإنجليزية)
- ماسارو كاتو على موقع Soccerway.com (الإنجليزية)
- ماسارو كاتو على موقع عالم كرة القدم.نت (الإنجليزية)